# DB-Baureihe 483/484
Die Fahrzeuge der DB-Baureihe 483/484 sind elektrische Triebwagen für Stromschienenbetrieb der S-Bahn Berlin. Sie sind die jüngste Baureihe der S-Bahn Berlin. Die Baureihe 483 bezeichnet hierbei sogenannte Viertelzüge, bestehend aus zwei Wagen; die Baureihe 484 dagegen Halbzüge, bestehend aus vier Wagen. Die Züge kommen seit Anfang 2021 zum Einsatz.

## Geschichte

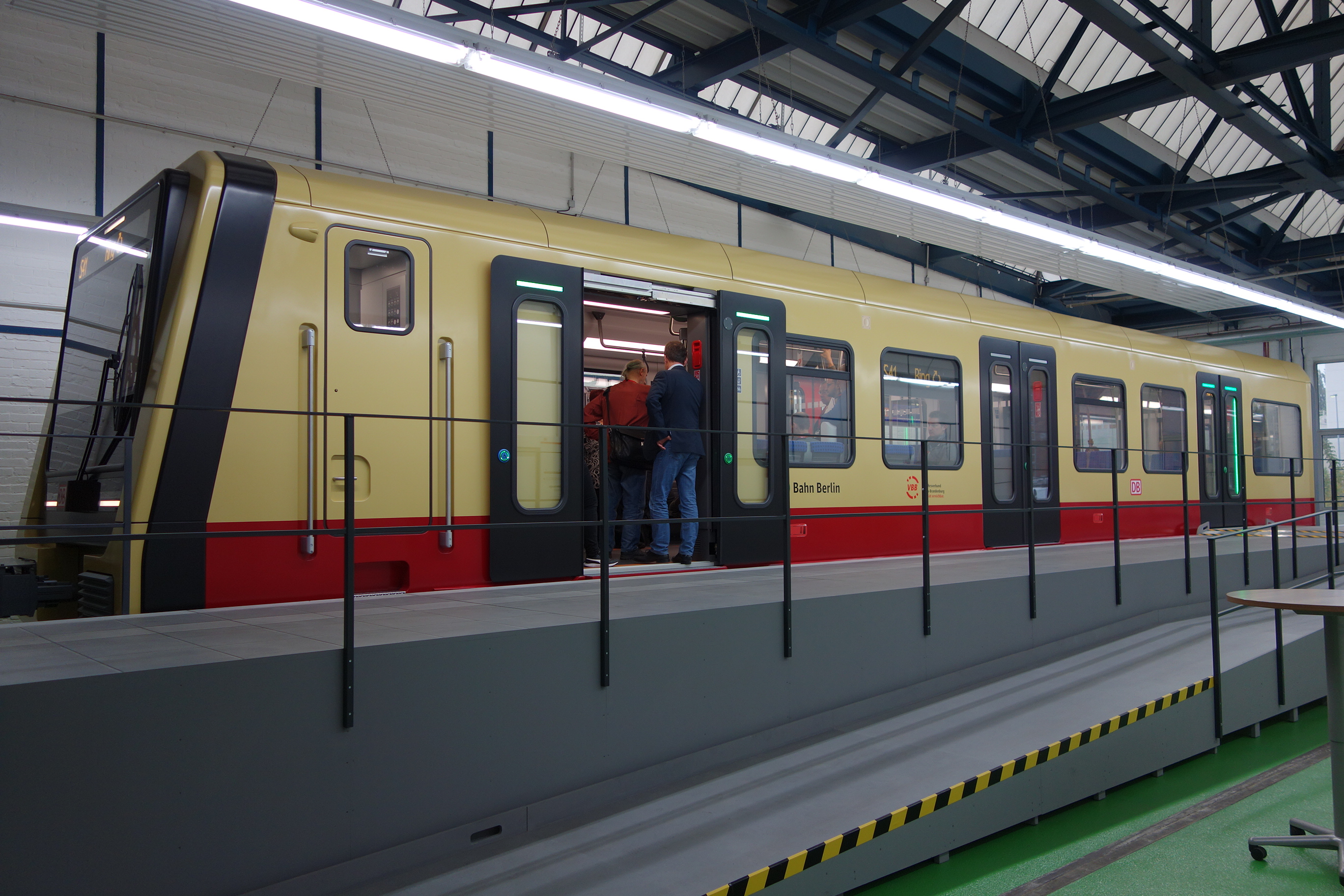
1:1-Modell, 2016

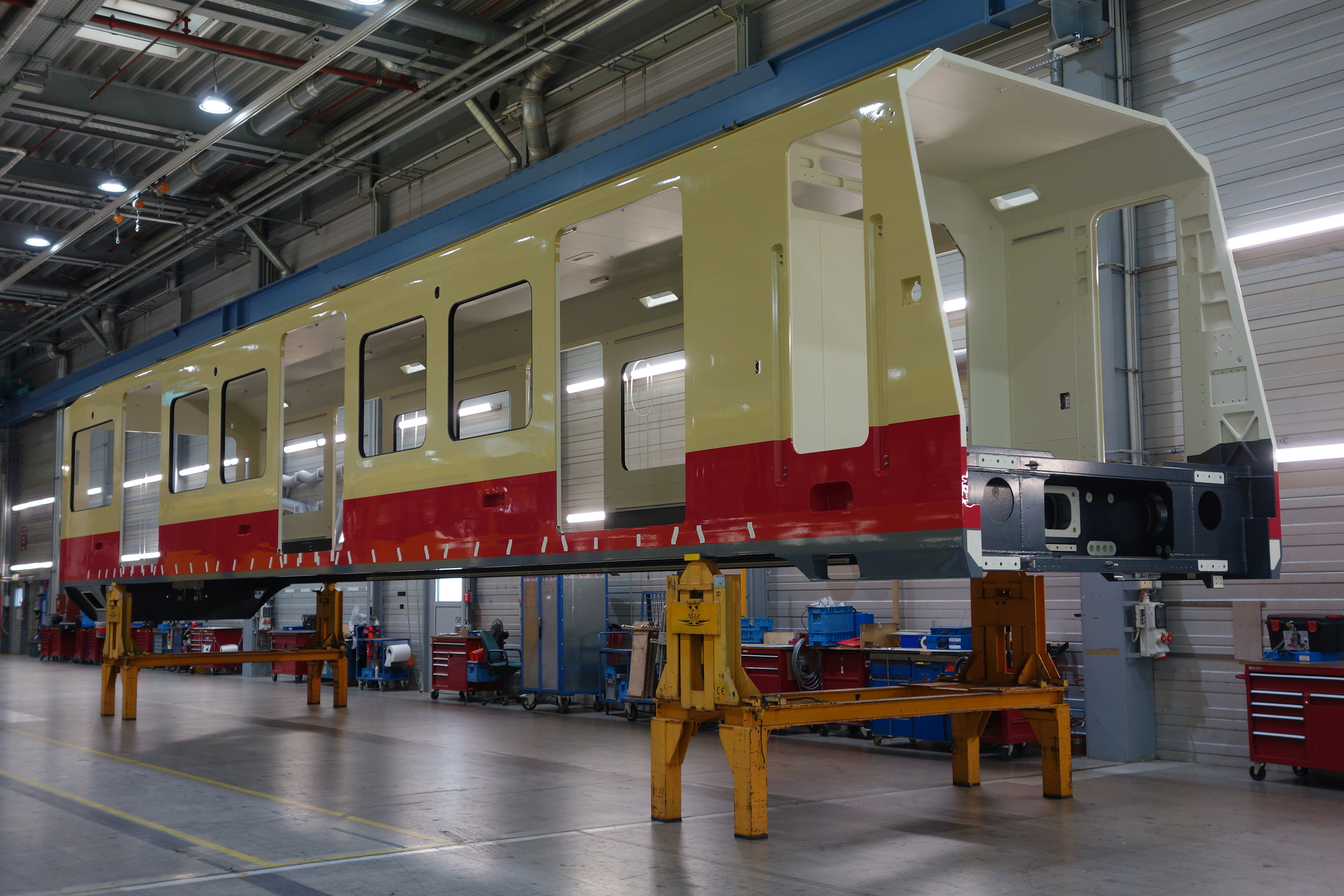
Erster vormontierter Wagenkasten im Stadler-Werk Berlin-Pankow

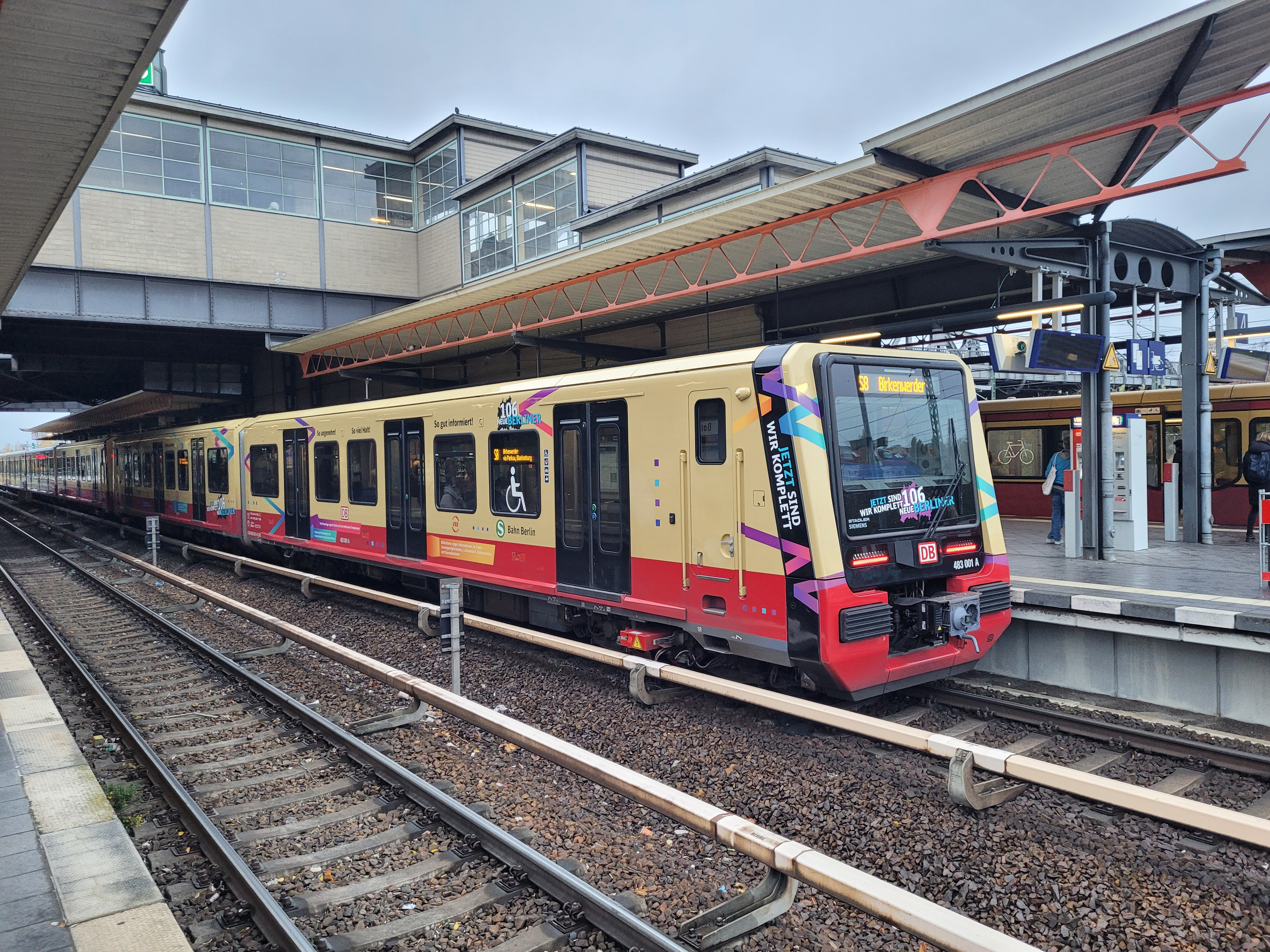
Sonderbeklebung anlässlich der Auslieferung aller 106 Wagen

Im April 2013 schrieb der Verkehrsverbund Berlin-Brandenburg im Auftrag der beiden Länder den Betrieb des S-Bahn-Teilnetzes Ring öffentlich aus, welches im Wesentlichen die Linien der Ringbahn und der südöstlichen Zulaufstrecken über die Görlitzer Bahn umfasst. Die Ausschreibung beinhaltete auch die Beschaffung von Neufahrzeugen durch den neuen Betreiber. Nach Vergabe des Auftrags an die S-Bahn Berlin GmbH Ende 2015 schloss diese mit dem Herstellerkonsortium Stadler Pankow und Siemens einen Rahmenvertrag über die Lieferung von bis zu 1380 Wagen ab. Gleichzeitig erfolgte eine erste verbindliche Bestellung von 106 Zügen, bestehend aus 85 vierteiligen und 21 zweiteiligen Fahrzeugen. Hierbei ist die Fertigung von zehn Vorserienfahrzeugen für die nötigen Tests vereinbart, auch sollen Erkenntnisse für die anschließende Serienfertigung gewonnen werden. Der Konsortialführer Stadler übernimmt hierbei den mechanischen und wagenbaulichen Teil sowie die Fahrzeugproduktion. Siemens verantwortet den elektrischen Anteil mit dem Antriebs- und Bremssystem, der Bordnetzversorgung, Fahrzeugsteuerung, Zugsicherungs- und Fahrgastinformationssystem sowie die Drehgestelle. Die S-Bahn Berlin investiert in die Fahrzeuge und in die notwendige Anpassung der Werkstatt Grünau rund 900 Millionen Euro.
Im Oktober 2016 stellte die S-Bahn Berlin ein 1:1-Modell eines Endwagens vor. Mit dessen Hilfe wurden – zusammen mit Fahrgästen und Vertretern von Interessenverbänden – das Außen- und Innendesign sowie die Ausstattung und Funktionalität bewertet, um Anregungen ggf. in die Serienfertigung einfließen zu lassen.
Die Fertigung der Wagenkästen erfolgt in Ungarn, die Endmontage der Fahrzeuge im Stadler-Werk in Berlin-Pankow und deren Inbetriebsetzung in Velten. Der erste fertige Wagenkasten – ein Kopfwagen eines vierteiligen Zuges – traf im Oktober 2017 zur weiteren Montage in Berlin ein. Der erste rollfähig montierte Triebzug (484 001) wurde am 27. Juni 2018 im Stadler-Werk Pankow der Presse vorgestellt, der zweite (484 002) dann im September 2018 auf der InnoTrans präsentiert. Letzterer wurde im Oktober 2018 ins Prüfcenter Wegberg-Wildenrath überführt, wo er rund ein Jahr lang mit statischen und dynamischen Tests unter Real- und Extrembedingungen geprüft wurde. Im April 2019 hatten die ersten fünf Fahrzeuge rund 2000 der geplanten 160.000 Testkilometer absolviert. Am 12. Juni 2019 traf der erste Viertelzug der Baureihe 483 (483 004) in der Hauptwerkstatt Schöneweide ein, wo er zunächst Ausbildungszwecken dient. Nachweisfahrten und Fahrtechnik-Typtests auf speziellen Abschnitten des Berliner Netzes während der Nachtstunden begannen Anfang September 2019. Parallel dazu absolvierte der Halbzug 484 005 Tests im Klima-Wind-Kanal in Wien. Die zulassungsrelevanten Testfahrten sollten bis zum ersten Quartal 2020 absolviert sein, für das zweite und dritte Quartal war der vertraglich verbindliche Testbetrieb im Prüfcenter Wegberg-Wildenrath und im Berliner S-Bahn-Netz geplant. Hierfür verkehrte seit Anfang Mai ein Sechs-Wagen-Zug ganztags und nahezu ununterbrochen im S-Bahn-Netz, um bis Anfang Juli insgesamt 40.000 Kilometer abzufahren.
Die Erprobungen konnten nach rund 150.000 Testkilometern Ende August 2020 mit allen Vorserienfahrzeugen erfolgreich abgeschlossen werden. Parallel wurde die Serienfertigung bereits aufgenommen. Im Oktober 2020 erfolgte die Zulassung der Züge für den Einsatz im Personenverkehr durch das Eisenbahn-Bundesamt, sodass die Fahrzeuge seit dem 1. Januar 2021 planmäßig eingesetzt werden. Die ersten beiden Serienfahrzeuge der Baureihe 483 (483 006 und 483 007) wurden am 19. März 2021 an die S-Bahn Berlin überführt, das erste Serienfahrzeug der Baureihe 484 (484 006) folgte am 22. März. Die Auslieferung der insgesamt 106 Wagen wurde am 18. September 2023 abgeschlossen. Die aus dieser Lieferung am 11. Oktober 2023 als letztes abgenommene Einheit 484 084 hat Vorrüstungen für Versuche zum autonomen Fahren erhalten, u. a. Sensoren an der Front zur Hinderniserkennung.
Auf einen weiteren Abruf von Fahrzeugen nach 2023 wurde verzichtet, da im Rahmen der Ausschreibungen der Teilnetze Nord-Süd und Stadtbahn eine Fahrzeuglieferung von mindestens 1400 S-Bahn-Wagen vorgesehen ist. Da sich die Ausschreibung verzögert, wurden die Alt-Baureihen 480 und 481 zwischenzeitlich für einen Betrieb bis 2027 beziehungsweise 2030 ertüchtigt, die ursprünglich durch die Baureihe 483/484 vollständig ersetzt werden sollten.

## Aufbau

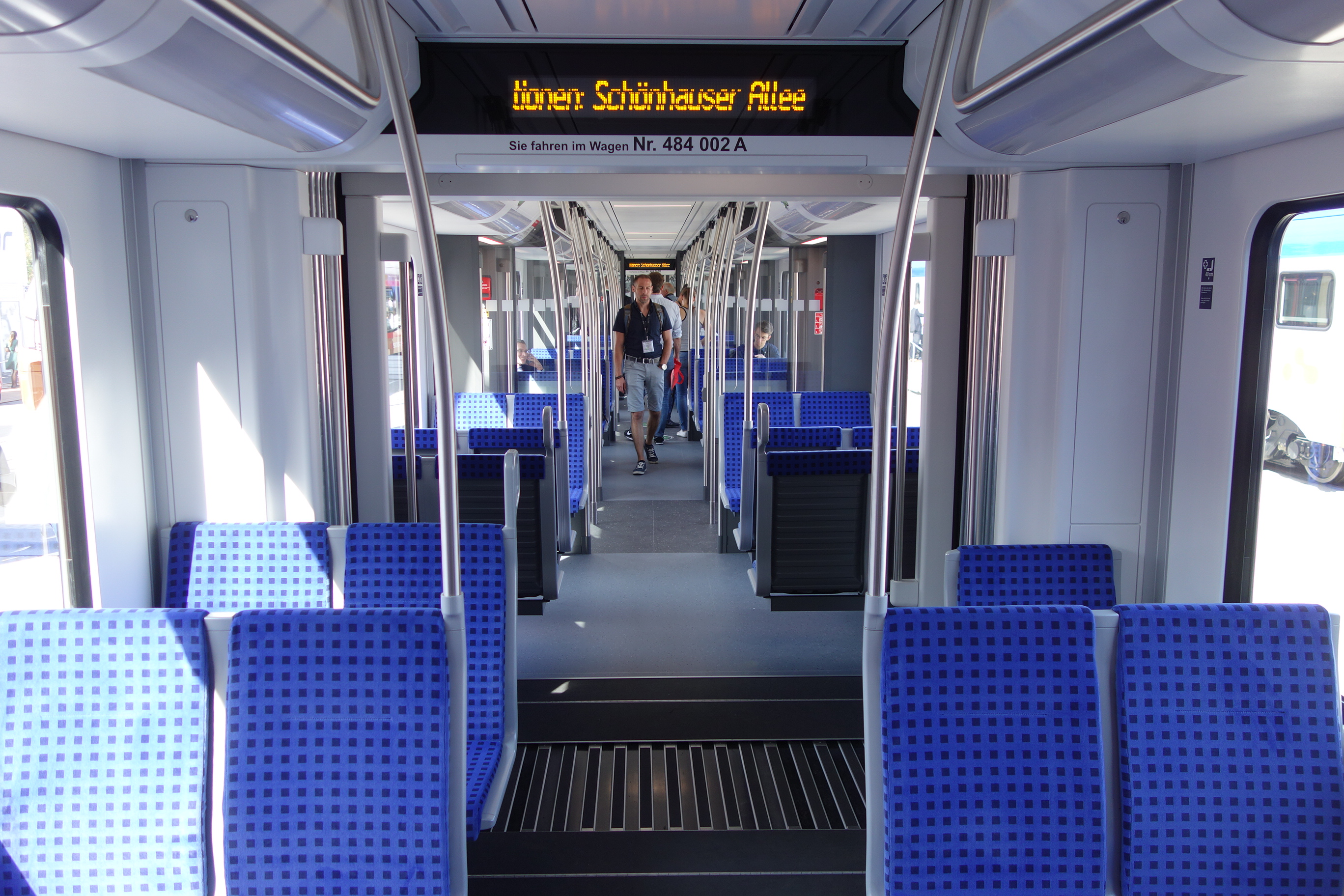
Innenraum mit Wagenübergang

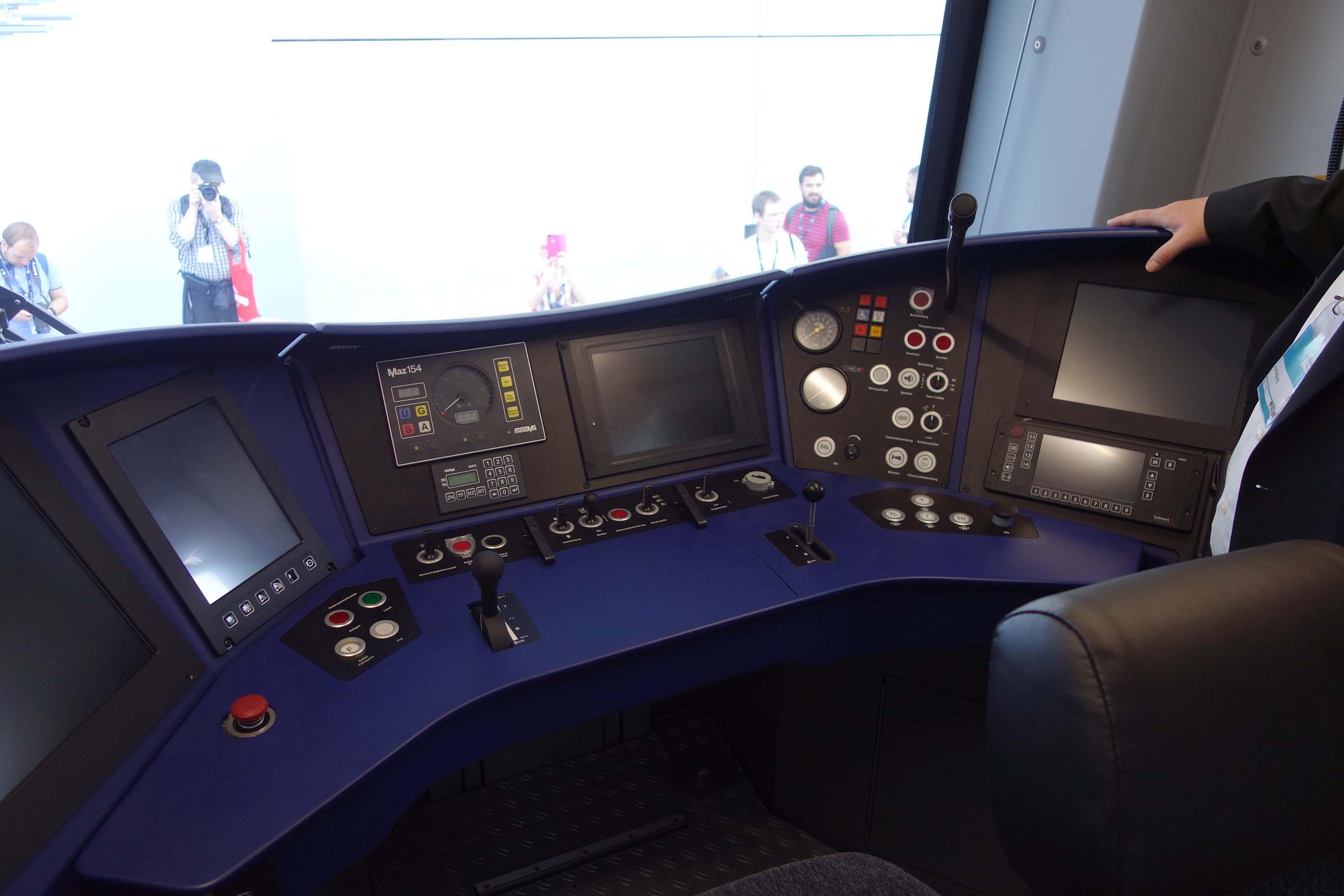
Führerstand

Die zweiteiligen Fahrzeuge werden als Baureihe 483 geführt, die vierteiligen als Baureihe 484. Im ersten Abruf wurden die Fahrzeugnummern 483 001 bis 483 021 sowie 484 001 bis 484 085 vergeben. Hierbei gilt (abweichend zur bisherigen Nummerierung bei der S-Bahn Berlin) eine Fahrzeugnummer für den gesamten Triebzug, die einzelnen Wagen werden mit den zusätzlichen Buchstaben A/B bzw. A/B/C/D bezeichnet. Im deutschen Fahrzeugeinstellungsregister werden die Wagen der Baureihe 483 als 0483 geführt. Die Endwagen der Baureihe 484 als 0484, die Mittelwagen als 1484.
Die Farbgebung der Züge orientiert sich an den traditionellen Farben der S-Bahn Berlin, wurde jedoch leicht abgewandelt; die verwendeten Farben sind NCS S 2010-Y10R (senfgelb) und NCS S 1580-R (rot), die Türen sind tiefschwarz (RAL 9005) abgehoben und die Fahrwerke sind basaltgrau (RAL 7012). Die Viertel- bzw. Halbzüge sind durchgängig begehbar und – erstmals bei Serienzügen der S-Bahn Berlin – mit einer Fahrgastraum-Klimaanlage ausgestattet. Die Sitze sind fast ausschließlich vis-à-vis angeordnet. Darüber hinaus stehen Mehrzweckbereiche mit seitlichen Sitzgelegenheiten zur Verfügung. Rollstuhlplätze befinden sich in unmittelbarer Nähe des Führerstandes, die dortigen Türen erhalten eine Spaltüberbrückung. Eine automatische Türschließung verringert das Auskühlen bzw. Aufheizen der Innenräume. Ein dynamisches Fahrgastinformationssystem mit Echtzeit-Daten soll Auskünfte zum Fahrtverlauf und zu Anschlüssen geben. Alle Wagen sind mit einem Videoüberwachungssystem ausgestattet.
Im Viertelzug stehen 91 Stehplätze sowie 82 Sitzplätze zur Verfügung, davon 20 Klappsitze. Im Halbzug sind es 208 Stehplätze sowie 190 Sitzplätze, davon 40 Klappsitze. Jeder Wagen verfügt beidseits über jeweils drei 1300 mm breite Türen für Fahrgäste, die Endwagen zusätzlich über jeweils eine Tür zum Führerstand. Kameras unterstützen die Überwachung des Fahrgastwechsels, sodass auf Außenspiegel verzichtet werden konnte.
Gegenüber den Vorgängerbaureihen sollen sich die Züge durch eine deutlich gesenkte Geräuschentwicklung auszeichnen. Die Höchstgeschwindigkeit beträgt 100 km/h. Innerhalb eines Viertelzuges sind alle antriebsrelevanten Komponenten zweifach vorhanden, sodass bei einer Antriebsstörung lediglich ein Wagen ausfällt und der andere Wagen des Viertelzuges voll angetrieben bleibt. Jeder Viertelzug verfügt über eine Magnetschienenbremse, jeder Halbzug über zwei.

## Einsatz
Seit dem 1. Januar 2021 kommen die neuen Fahrzeuge auf der Linie S47 zwischen Spindlersfeld und Hermannstraße im Linienbetrieb zum Einsatz. Ab November 2021 wurden die Fahrzeuge zwischenzeitlich bereits auch auf der Linie S45 (Flughafen BER – Südkreuz) eingesetzt, aktuell fahren hier aber wieder Fahrzeuge der Baureihe 481. Seit 27. Juni 2022 verkehren die Züge auf der Linie S46 zwischen Berlin-Westend und Königs Wusterhausen im 20-Minuten-Takt. Neben dem festen Einsatz auf den genannten Linien kommen die Züge zeitweise auch auf anderen Linien im Netz der Berliner S-Bahn immer wieder zum Einsatz. Seit 14. Oktober 2022 werden die Züge auf der Linie S8 zwischen Wildau, Grünau und Birkenwerder eingesetzt.
Im Oktober 2022 teilte die S-Bahn Berlin GmbH mit, dass die neuen Züge bereits ab Dezember 2022 sukzessive auf den Ringbahnlinien S41/S42 eingesetzt werden sollen und nicht erst ab April 2023, wie es verkehrsvertraglich vereinbart ist. Ab dem 14. April 2023 sollen die sogenannten Züge der Stammzuggruppen der S 41 und S 42 nur noch mit Zügen der BR 484 und durchgängig als Acht-Wagen-Züge verkehren. Ab dem 13. Oktober 2023 sollen auch die nur tagsüber verkehrenden Züge der S 41 und S 42 durchgängig aus jeweils zwei Vier-Wagen-Zügen der BR 484 gebildet werden. Damit wird, wie schon seit 2009 geplant, die Platzkapazität auf dem S-Bahn-Ring um 33 % erhöht.
Die neue Linie S15 auf der S21-Neubaustrecke soll ab ihrer Eröffnung zwischen Hauptbahnhof und Gesundbrunnen mit je einem Halbzug je Fahrzeugumlauf der neuen Baureihe im 10-Minuten-Takt betrieben werden.

## Trivia
Der Geschäftsführer der Berliner S-Bahn verglich das äußere Erscheinungsbild der Baureihe 483/484 mit einem „rasenden iPad“. Der Begriff „Lichtschalter“ für das Kopfdesign ist seit April 2017 belegt, verbreitete sich bei Eisenbahnfreunden, und wurde schließlich neben „Tablet“ beim Aufruf zur Findung eines Spitznamens vom S-Bahn Berlin Social Media Team im Dezember 2020 aufgegriffen.